# Lista över avsnitt av The Legend of Korra
The Legend of Korra är en amerikansk-koreansk-japansk animerad TV-serie som sänds på Nickelodeon, och är en uppföljare till Avatar: Legenden om Aang som sändes på samma kanal 2005–2008. Serien har 52 avsnitt fördelade på fyra säsonger, kallade "böcker". I Sverige delades The Legend of Korra ibland upp i två säsonger med 26 avsnitt i varje säsong, där bok 1 och 2 blev säsong 1 och bok 3 och 4 blev säsong 2.

## Överblick
| Bok | Bok        | Kapitel | Första sändningsdatum | Första sändningsdatum |
| Bok | Bok        | Kapitel | Premiär               | Avslutning            |
| --- | ---------- | ------- | --------------------- | --------------------- |
| 1   | Luft       | 12      | 14 april 2012         | 23 juni 2012          |
| 2   | Andar      | 14      | 13 september 2013     | 22 november 2013      |
| 3   | Förändring | 13      | 27 juni 2014          | 22 augusti 2014       |
| 4   | Balans     | 13      | 3 oktober 2014        | 19 december 2014      |

## Avsnittslista

### Bok Ett: Luft (2012)
| Nr i serien | Nr i säsongen | Titel                             | Animation  | Regisserad av                  | Skriven av                              | Första sändningsdatum                        | Prod.- kod | Tittare (miljoner) |
| --- | ------------- | --------------------------------- | ---------- | ------------------------------ | --------------------------------------- | -------------------------------------------- | ---------- | ------------------ |
| 1 | 1             | "Välkommen till Republikens stad" | Studio Mir | Joaquim Dos Santos Ki Hyun Ryu | Michael Dante DiMartino Bryan Konietzko | 14 april 2012 (26 augusti 2012 på svenska)   | 101        | 4,49               |
| Efter avatar Aangs död, upptäcker orden Vita lotusen den nya avataren, Korra. Under de följande åren tränas Korra att bända jord och vatten, och har nyligen bemästrat eldbändning. Hennes lärare fruktar att Korra fokuserar för mycket på den fysiska aspekten vid bändning medan hon ignorerar den andliga, och att hon aldrig riktigt kommer lära sig luftbändning. Tenzin, som är Katara och Aangs son och den enda luftbändningsmästaren, skjuter upp Korras luftbändningsträning för att kunna ta hand om saker i Republikens stad ("Republic City"). Med Kataras godkännande, smyger Korra ut från byn, följer Tenzin till Republikens stad, och övertygar honom att träna henne där. Samtidigt lägger Amon, ledaren över antibändargruppen Utjämnarna ("The Equalists"), märke till att Korra har anlänt i staden, och bestämmer sig för att skynda på sina planer.                                                                                          |               |                                   |            |                                |                                         |                                              |            |                    |
| 2 | 2             | "Ett löv i vinden"                | Studio Mir | Joaquim Dos Santos Ki Hyun Ryu | Michael Dante DiMartino Bryan Konietzko | 14 april 2012 (2 september 2012 på svenska)  | 102        | 4,49               |
| Korra bor med sin luftbändningslärare Tenzin på Lufttempelön ("Air Temple Island"). Hon är frustrerad över sin oförmåga att bemästra luftbändning, och vänder uppmärksamheten mot Republikens stads berömda Pro-bending Arena, trots Tenzins ogillande för sporten. Hon smyger bort från ön och blir vän med två bröder, Mako och Bolin, som tävlar i professionella bändningsmatcher som en del av laget Fire Ferrets. Korra dras omedelbart till den dynamiska kampstilen i Pro-bending, och går med i Mako och Bolins lag när deras lagkamrat inte dyker upp i tid för en match. Korra har till en början problem när hon upptäcker att Pro-bending inte alls liknar de sparring-matcher hon är van vid. Instinktivt börjar hon dock att använda luftbändartekniker för att undvika sina motspelares attacker, och vinner matchen. Tenzin, som bevittnar Korras framträdande, låter motviligt henne fortsätta med Pro-bending och gå med i Fire Ferrets permanent. |               |                                   |            |                                |                                         |                                              |            |                    |
| 3 | 3             | "Avslöjandet"                     | Studio Mir | Joaquim Dos Santos Ki Hyun Ryu | Michael Dante DiMartino Bryan Konietzko | 21 april 2012 (9 september 2012 på svenska)  | 103        | 3,55               |
| För att tjäna tillräckligt med pengar för att kunna betala pro-bending-avgifter, går Bolin med Trippelhot-triaden ("Triple Threat Triads") inför ett gängkrig, och försvinner. Mako och Korra, som är oroliga för Bolins skull, letar efter honom vid triadens bas, och upptäcker att den har blivit rannsakad av Utjämnarna, och att alla medlemmarna i triaden har blivit kidnappade, inklusive Bolin. De följer Bolin till ett Utjämnar-möte där Amon, vid fullmåne, visar upp sin förmåga att permanent ta bort en persons förmåga att bända. Korra och Mako lyckas rädda Bolin, och Amon låter dem gå, så att de ska sprida information om hans kraft. Korra återvänder till Lufttempelön, och berättar för Tenzin om Utjämnarmötet, vilket får honom att frukta antibändningsrevolutionen ännu mer. |               |                                   |            |                                |                                         |                                              |            |                    |
| 4 | 4             | "Rösten i natten"                 | Studio Mir | Joaquim Dos Santos Ki Hyun Ryu | Michael Dante DiMartino Bryan Konietzko | 28 april 2012 (16 september 2012 på svenska) | 104        | 4,08               |
| Korra rekryteras till rådsman Tarrloks insatsstyrka, vilken försöker tömma staden på utjämnare genom våld. |               |                                   |            |                                |                                         |                                              |            |                    |
| 5 | 5             | "Tävlingsinstinkt"                | Studio Mir | Joaquim Dos Santos Ki Hyun Ryu | Michael Dante DiMartino Bryan Konietzko | 5 maj 2012 (23 september 2012 på svenska)    | 105        | 3,78               |
| Korra och hennes proffsbändningslagkamrater kämpar för att jobba ihop efter att romantisk rivalitet skakat om deras grundvalar. |               |                                   |            |                                |                                         |                                              |            |                    |
| 6 | 6             | "Och vinnaren är..."              | Studio Mir | Joaquim Dos Santos Ki Hyun Ryu | Michael Dante DiMartino Bryan Konietzko | 12 maj 2012 (30 september 2012 på svenska)   | 106        | 3,88               |
| Korra och Eldillrarna gör sig redo för proffsbändningsmästerskapet, när ett ondsint hot sprider sig över arenan. |               |                                   |            |                                |                                         |                                              |            |                    |
| 7 | 7             | "Efterräkningar"                  | Studio Mir | Joaquim Dos Santos Ki Hyun Ryu | Michael Dante DiMartino Bryan Konietzko | 19 maj 2012 (7 oktober 2012 på svenska)      | 107        | 3,45               |
| Spänningen stiger när Korra börjar misstänka att en allierad jobbar för Utjämnarna. |               |                                   |            |                                |                                         |                                              |            |                    |
| 8 | 8             | "När extremer möts"               | Studio Mir | Joaquim Dos Santos Ki Hyun Ryu | Michael Dante DiMartino Bryan Konietzko | 2 juni 2012 (14 oktober 2012 på svenska)     | 108        | 2,98               |
| Korra möter rådsman Tarrlok medan Utjämnarnas aktiviteter fortsätter stegras i Republikens stad. |               |                                   |            |                                |                                         |                                              |            |                    |
| 9 | 9             | "Från det förgångna"              | Studio Mir | Joaquim Dos Santos Ki Hyun Ryu | Michael Dante DiMartino Bryan Konietzko | 9 juni 2012 (21 oktober 2012 på svenska)     | 109        | 3,58               |
| Korra försöker förstå sina märkliga syner, medan Tenzin och Beifong leder ett sökande efter Utjämnarnas gisslan. |               |                                   |            |                                |                                         |                                              |            |                    |
| 10 | 10            | "Vända vågorna"                   | Studio Mir | Joaquim Dos Santos Ki Hyun Ryu | Michael Dante DiMartino Bryan Konietzko | 16 juni 2012 (28 oktober 2012 på svenska)    | 110        | 3,54               |
| Utjämnarna börjar sin attack mot Republikens stad. |               |                                   |            |                                |                                         |                                              |            |                    |
| 11 | 11            | "Skelett i garderoben"            | Studio Mir | Joaquim Dos Santos Ki Hyun Ryu | Michael Dante DiMartino Bryan Konietzko | 23 juni 2012 (4 november 2012 på svenska)    | 111        | 3,68               |
| Medan kriget intensifieras, går Korra under jorden och upptäcker en hemlighet om antibändningsrevolutionen. Samtidigt, letar hennes lagkamrater upp ett Utjämnarfäste. |               |                                   |            |                                |                                         |                                              |            |                    |
| 12 | 12            | "Slutdraget"                      | Studio Mir | Joaquim Dos Santos Ki Hyun Ryu | Michael Dante DiMartino Bryan Konietzko | 23 juni 2012 (11 november 2012 på svenska)   | 112        | 3,68               |
| Korra möter Utjämnarnas mystiske ledare när kriget i Republikens stad ställs på sin spets. |               |                                   |            |                                |                                         |                                              |            |                    |

### Bok Två: Andar (2013)
Bok Två: Andar består av 14 avsnitt. Innan "bokens" premiär sade seriens två skapare, Michael Dante DiMartino och Bryan Konietzko, att cirka hälften skulle utspela sig i Republikens stad, och andra hälften i andra delar av världen. I juni 2012 var manuset till Bok Två färdigskrivet, och den höll på att bli storyboardad och animerad.
| Nr i serien | Nr i säsongen | Titel                          | Animation      | Regissör   | Manus                   | Första sändningsdatum                           | Prod.- kod | Tittare (miljoner) |
| --- | ------------- | ------------------------------ | -------------- | ---------- | ----------------------- | ----------------------------------------------- | ---------- | ------------------ |
| 13 | 1             | "Andlig rebell"                | Studio Pierrot | Colin Heck | Tim Hedrick             | 13 september 2013 (19 februari 2014 på svenska) | 113        | 2,60               |
| Sex månader efter Bok Ett har Korra bemästrat luftbändning; Mako jobbar som polis och väntas bli befordrad till detektiv; Bolin är den enda kvarvarande ursprungsmedlemmen i Fire Ferrets, som det går dåligt för; och Asami försöker hålla Future Industries vid liv genom att resa söderut för att genomföra affärer med Varrick. Tillsammans med Tenzin besöker de Korras och Tenzins familjer hos Södra vattenfolket. Efter att Korras farbror Unalaq, ledaren över vattenfolket, enkelt tillbakavisar en anfallande ande, väljer Korra att studera andlighet hos honom istället för Tenzin. |               |                                |                |            |                         |                                                 |            |                    |
| 14 | 2             | "Söderns ljus"                 | Studio Pierrot | Ian Graham | Joshua Hamilton         | 13 september 2013 (20 februari 2014 på svenska) | 114        | 2,60               |
| Korra och hövding Unalaq ger sig in i en farlig virvelström och hittar en källa till stor andlig kraft. |               |                                |                |            |                         |                                                 |            |                    |
| 15 | 3             | "Inbördeskrig, del 1"          | Studio Pierrot | Colin Heck | Michael Dante DiMartino | 20 september 2013 (21 februari 2014 på svenska) | 115        | 2,19               |
| Känslorna svallar mellan det norra och det södra vattenfolket, men Korra försöker hålla sig neutral. |               |                                |                |            |                         |                                                 |            |                    |
| 16 | 4             | "Inbördeskrig, del 2"          | Studio Pierrot | Ian Graham | Michael Dante DiMartino | 27 september 2013 (24 februari 2014 på svenska) | 116        | 2,38               |
| När Korras föräldrar blir arresterade på felaktig grund måste Korra kämpa för att befria dem. |               |                                |                |            |                         |                                                 |            |                    |
| 17 | 5             | "Fredsbevarare"                | Studio Pierrot | Colin Heck | Tim Hedrick             | 4 oktober 2013 (25 februari 2014 på svenska)    | 117        | 1,10               |
| När Förenade republikens president vägrar att hjälpa Korra bestämmer hon sig för att ta saken i egna händer. |               |                                |                |            |                         |                                                 |            |                    |
| 18 | 6             | "Brottsprovokationen"          | Studio Pierrot | Ian Graham | Joshua Hamilton         | 11 oktober 2013 (26 februari 2014 på svenska)   | 118        | 1,95               |
| När Trippel-hotens agerande kan få Framtidsindustrierna att gå omkull undersöker Mako saken och upptäcker en mycket större konspiration. |               |                                |                |            |                         |                                                 |            |                    |
| 19 | 7             | "Begynnelsen, del 1"           | Studio Mir     | Colin Heck | Michael Dante DiMartino | 18 oktober 2013 (27 februari 2014 på svenska)   | 119        | 1,73               |
| Korra får höra berättelsen om den förste Avatarens episka och mytiska ursprung. |               |                                |                |            |                         |                                                 |            |                    |
| 20 | 8             | "Begynnelsen, del 2"           | Studio Mir     | Ian Graham | Tim Hedrick             | 18 oktober 2013 (28 februari 2014 på svenska)   | 120        | 1,73               |
| Korra dyker djupare ner i Avatarens förflutna och förstår vad hon måste göra för att återställa balansen mellan den fysiska världen och andevärlden. |               |                                |                |            |                         |                                                 |            |                    |
| 21 | 9             | "Guiden"                       | Studio Pierrot | Colin Heck | Joshua Hamilton         | 1 november 2013 (3 mars 2014 på svenska)        | 121        | 2,47               |
| Korra behöver Tenzins hjälp för att komma in i Andevärlden för första gången. |               |                                |                |            |                         |                                                 |            |                    |
| 22 | 10            | "En ny andlig tid"             | Studio Mir     | Ian Graham | Tim Hedrick             | 8 november 2013 (4 mars 2014 på svenska)        | 122        | 2,22               |
| Korra tar sig in i Andevärlden och får ta itu med relationen mellan Avatarer och andar. |               |                                |                |            |                         |                                                 |            |                    |
| 23 | 11            | "Tusen stjärnors natt"         | Studio Mir     | Colin Heck | Joshua Hamilton         | 15 november 2013 (5 mars 2014 på svenska)       | 123        | 1,87               |
| När president Raiko blir attackerad är det Bolin som räddar situationen. |               |                                |                |            |                         |                                                 |            |                    |
| 24 | 12            | "Harmoniska sammanstrålningen" | Studio Mir     | Ian Graham | Tim Hedrick             | 15 november 2013 (6 mars 2014 på svenska)       | 124        | 1,87               |
| Korra och gänget försöker stänga andeportalerna före den Harmoniska sammanstrålningen. |               |                                |                |            |                         |                                                 |            |                    |
| 25 | 13            | "Mörkret faller"               | Studio Mir     | Colin Heck | Joshua Hamilton         | 22 november 2013 (7 mars 2014 på svenska)       | 125        | 2,09               |
| Korra upptäcker en ny vändning i Unalaqs onda plan. Samtidigt inser Tenzin att han måste möta sina egna demoner för att kunna rädda sin dotter. |               |                                |                |            |                         |                                                 |            |                    |
| 26 | 14            | "Ljuset i mörkret"             | Studio Mir     | Ian Graham | Michael Dante DiMartino | 22 november 2013 (10 mars 2014 på svenska)      | 126        | 2,09               |
| Korra kommer på ett sätt på vilket hon kanske kan besegra den ultimate mörke anden och rädda världen. |               |                                |                |            |                         |                                                 |            |                    |

### Bok Tre: Förändring (2014)
Den 11 juli 2012 skrev Entertainment Weekly att Nickelodeon hade beställt 26 nya avsnitt för en andra säsong av The Legend of Korra. Konietzko bekräftade senare på sin blogg att den andra säsongen skulle delas upp i Bok 3 och 4. En tredje "bok" vid namn Förändring började sändas den 27 juni 2014.
| Nr i serien | Nr i säsongen | Titel                          | Animation  | Regissör       | Manus                           | Första sändningsdatum | Prod.- kod | Tittare (miljoner) |
| --- | ------------- | ------------------------------ | ---------- | -------------- | ------------------------------- | --------------------- | ---------- | ------------------ |
| 27 | 1             | "Andas frisk luft"             | Studio Mir | Melchior Zwyer | Tim Hedrick                     | 27 juni 2014          | 201        | 1,50               |
| Korra upptäcker att den harmoniska sammanstrålningen har orsakat en stor förändring i bändningsvärlden.                                                   |               |                                |            |                |                                 |                       |            |                    |
| 28 | 2             | "Återfödelse"                  | Studio Mir | Colin Heck     | Joshua Hamilton                 | 27 juni 2014          | 202        | 1,50               |
| Korra och Avatarlaget ger sig iväg för att återskapa Luftnationen.                                                                                        |               |                                |            |                |                                 |                       |            |                    |
| 29 | 3             | "Jorddrottningen"              | Studio Mir | Ian Graham     | Tim Hedrick                     | 27 juni 2014          | 203        | 1,29               |
| Avatarlaget reser till Ba Sing Se för att leta efter luftbändare.                                                                                         |               |                                |            |                |                                 |                       |            |                    |
| 30 | 4             | "Ondskans väg"                 | Studio Mir | Melchior Zwyer | Joshua Hamilton                 | 11 juli 2014          | 204        | 1,19               |
| Efter att ha upptäckt att Jorddrottningen tvingar alla luftbändare i Ba Sing Se att ansluta sig till hennes armé, planlägger Korra ett fritagande av dem. |               |                                |            |                |                                 |                       |            |                    |
| 31 | 5             | "Metallklanen"                 | Studio Mir | Colin Heck     | Michael Dante DiMartino         | 11 juli 2014          | 205        | 1,18               |
| Korras uppdrag leder henne och hennes vänner till metallstaden Zaofu.                                                                                     |               |                                |            |                |                                 |                       |            |                    |
| 32 | 6             | "Gamla sår"                    | Studio Mir | Ian Graham     | Katie Mattila                   | 18 juli 2014          | 206        | 1,28               |
| Beifong tvingas möta sitt förflutna. |               |                                |            |                |                                 |                       |            |                    |
| 33 | 7             | "De ursprungliga luftbändarna" | Studio Mir | Melchior Zwyer | Tim Hedrick                     | 18 juli 2014          | 207        | 1,33               |
| Tenzin försöker träna de nya medlemmarna av Luftnationen och hantera Bumis trista attityd.                                                                |               |                                |            |                |                                 |                       |            |                    |
| 34 | 8             | "Terrorn inifrån"              | Studio Mir | Colin Heck     | Joshua Hamilton                 | 25 juli 2014          | 208        | 1,08               |
| Zaheer och hans grupp försöker lägga beslag på Korra. |               |                                |            |                |                                 |                       |            |                    |
| 35 | 9             | "Spaningen"                    | Studio Mir | Ian Graham     | Michael Dante DiMartino         | 1 augusti 2014        | 209        | —                  |
| Korra får reda på sanningen om gruppen som är ute efter att förinta henne.                                                                                |               |                                |            |                |                                 |                       |            |                    |
| 36 | 10            | "Länge leve drottningen"       | Studio Mir | Melchior Zwyer | Tim Hedrick                     | 8 augusti 2014        | 210        | —                  |
| Asami och Korra är strandsatta i öknen. |               |                                |            |                |                                 |                       |            |                    |
| 37 | 11            | "Ett ultimatum"                | Studio Mir | Colin Heck     | Joshua Hamilton                 | 15 augusti 2014       | 211        | —                  |
| Mako och Bolin överlämnar ett illavarslande meddelande från Zaheer.                                                                                       |               |                                |            |                |                                 |                       |            |                    |
| 38 | 12            | "In i tomrummet"               | Studio Mir | Ian Graham     | Michael Dante DiMartino         | 22 augusti 2014       | 212        | —                  |
| Korra gör den ultimata uppoffringen. |               |                                |            |                |                                 |                       |            |                    |
| 39 | 13            | "Röda lotusens gift"           | Studio Mir | Melchior Zwyer | Tim Hedrick och Joshua Hamilton | 22 augusti 2014       | 213        | —                  |
| Zaheer genomför sin dödliga plan. |               |                                |            |                |                                 |                       |            |                    |

### Bok Fyra: Balans (2014)
En fjärde "bok", Balans, började sändas den 3 oktober 2014.
| Nr i serien | Nr i säsongen | Titel                  | Animation  | Regissör                | Manus                                          | Första sändningsdatum | Prod.- kod |
| --- | ------------- | ---------------------- | ---------- | ----------------------- | ---------------------------------------------- | --------------------- | ---------- |
| 40 | 1             | "Efter alla dessa år"  | Studio Mir | Colin Heck              | Joshua Hamilton                                | 3 oktober 2014        | 214        |
| Det har gått tre år sedan Zaheer förgiftade Korra och medlemmarna i Avatarlaget har gått vidare med sina liv. Kai och Opal hjälper en kämpande stad i Jordkungariket. |               |                        |            |                         |                                                |                       |            |
| 41 | 2             | "En ensam Korra"       | Studio Mir | Ian Graham              | Michael Dante DiMartino                        | 10 oktober 2014       | 215        |
| Korras treåriga återhämtningsresa för henne till oväntade platser. |               |                        |            |                         |                                                |                       |            |
| 42 | 3             | "Kröningen"            | Studio Mir | Melchior Zwyer          | Tim Hedrick                                    | 17 oktober 2014       | 216        |
| Prins Wus stora dag förstörs av Kuvira. Korra tror sig hittat nyckeln till en fullständig återhämtning.                                                               |               |                        |            |                         |                                                |                       |            |
| 43 | 4             | "Återföreningen"       | Studio Mir | Colin Heck              | Katie Mattila                                  | 24 oktober 2014       | 217        |
| Tenzin ger Jinora, Ikki och Meelo ett uppdrag av yttersta vikt - att hitta Korra.                                                                                     |               |                        |            |                         |                                                |                       |            |
| 44 | 5             | "Fienden vid gränsen"  | Studio Mir | Ian Graham              | Joshua Hamilton                                | 31 oktober 2014       | 218        |
| Kuvira hotar Zaofu. Bolin hamnar mitt i konflikten mellan Su Beifong och Kuvira.                                                                                      |               |                        |            |                         |                                                |                       |            |
| 45 | 6             | "Slaget om Zaofu"      | Studio Mir | Melchior Zwyer          | Tim Hedrick                                    | 7 november 2014       | 219        |
| Korra återvänder till sin roll som Avatar, men är hon verkligen redo för hetluften? Bolin och Varrick lämnar Kuviras armé.                                            |               |                        |            |                         |                                                |                       |            |
| 46 | 7             | "Återföreningen"       | Studio Mir | Colin Heck              | Michael Dante DiMartino                        | 14 november 2014      | 220        |
| Korra återvänder till Republikens stad och Avatarlaget står inför sitt första uppdrag tillsammans på tre år när prins Wu försvinner. Bolin och Varrick är på flykt.   |               |                        |            |                         |                                                |                       |            |
| 47 | 8             | "Minnen"               | Studio Mir | Michael Dante DiMartino | Joshua Hamilton, Katie Mattila och Tim Hedrick | 21 november 2014      | 221        |
| En tillbakablick på Avatarlagets resa. Varrick berättar historien om den bästa bildteatern som gjorts.                                                                |               |                        |            |                         |                                                |                       |            |
| 48 | 9             | "Bortom vildmarken"    | Studio Mir | Ian Graham              | Joshua Hamilton                                | 28 november 2014      | 222        |
| Andeväxterna i Republikens stad börjar fånga människor och det är upp till Korra att ta reda på varför.                                                               |               |                        |            |                         |                                                |                       |            |
| 49 | 10            | "Operation: Beifong"   | Studio Mir | Melchior Zwyer          | Tim Hedrick                                    | 5 december 2014       | 223        |
| Opal, Bolin och Lin reser till Zaofu för att rädda Suyin och hennes familj.                                                                                           |               |                        |            |                         |                                                |                       |            |
| 50 | 11            | "Kuviras spelöppning"  | Studio Mir | Colin Heck              | Joshua Hamilton                                | 12 december 2014      | 224        |
| Kuvira kungör planen att återta Republikstaden för sina anhängare. |               |                        |            |                         |                                                |                       |            |
| 51 | 12            | "Kolossens dag"        | Studio Mir | Ian Graham              | Tim Hedrick                                    | 19 december 2014      | 225        |
| Avatarlaget flyr från den förstörda fabriken och gör upp en plan för att kunna förgöra Kuvira.                                                                        |               |                        |            |                         |                                                |                       |            |
| 52 | 13            | "Det sista motståndet" | Studio Mir | Melchior Zwyer          | Michael Dante Dimartino                        | 19 december 2014      | 226        |
| Avatarerna infiltrerar Kuviras gigantiska robotdräkt för att kunna förstöra den inifrån.                                                                              |               |                        |            |                         |                                                |                       |            |